# 大和 (野球)
大和（やまと、本名・旧登録名：前田 大和〈まえだ やまと〉、1987年11月5日 - ）は、鹿児島県鹿屋市出身の元プロ野球選手（内野手、外野手）。右投右打。
元々は右打者で、2017年から両打（スイッチヒッター）で登録していたが、DeNA移籍後の2018年4月に右打へ戻している。

## 経歴

### プロ入り前
鹿屋市立鹿屋小学校時代に、鹿屋ソフトボールスポーツ少年団に入団。鹿屋市立鹿屋中学校時代には、ボーイズリーグの「鹿屋ベイスターズ」に所属した。
樟南高等学校に進学し、1番・遊撃手として、1年夏と3年夏に阪神甲子園球場の選手権全国大会に出場。3年夏の第87回全国高等学校野球選手権大会では、チームの準々決勝進出に貢献し、甲子園球場が本拠地である阪神タイガース監督（当時）の岡田彰布から守備力を注目された。
2005年10月3日に行われた高校生ドラフト会議で、内野手として阪神から4位指名を受け、契約金3000万円、年俸480万円（金額は推定）という条件で入団した。背番号は66。

### 阪神時代

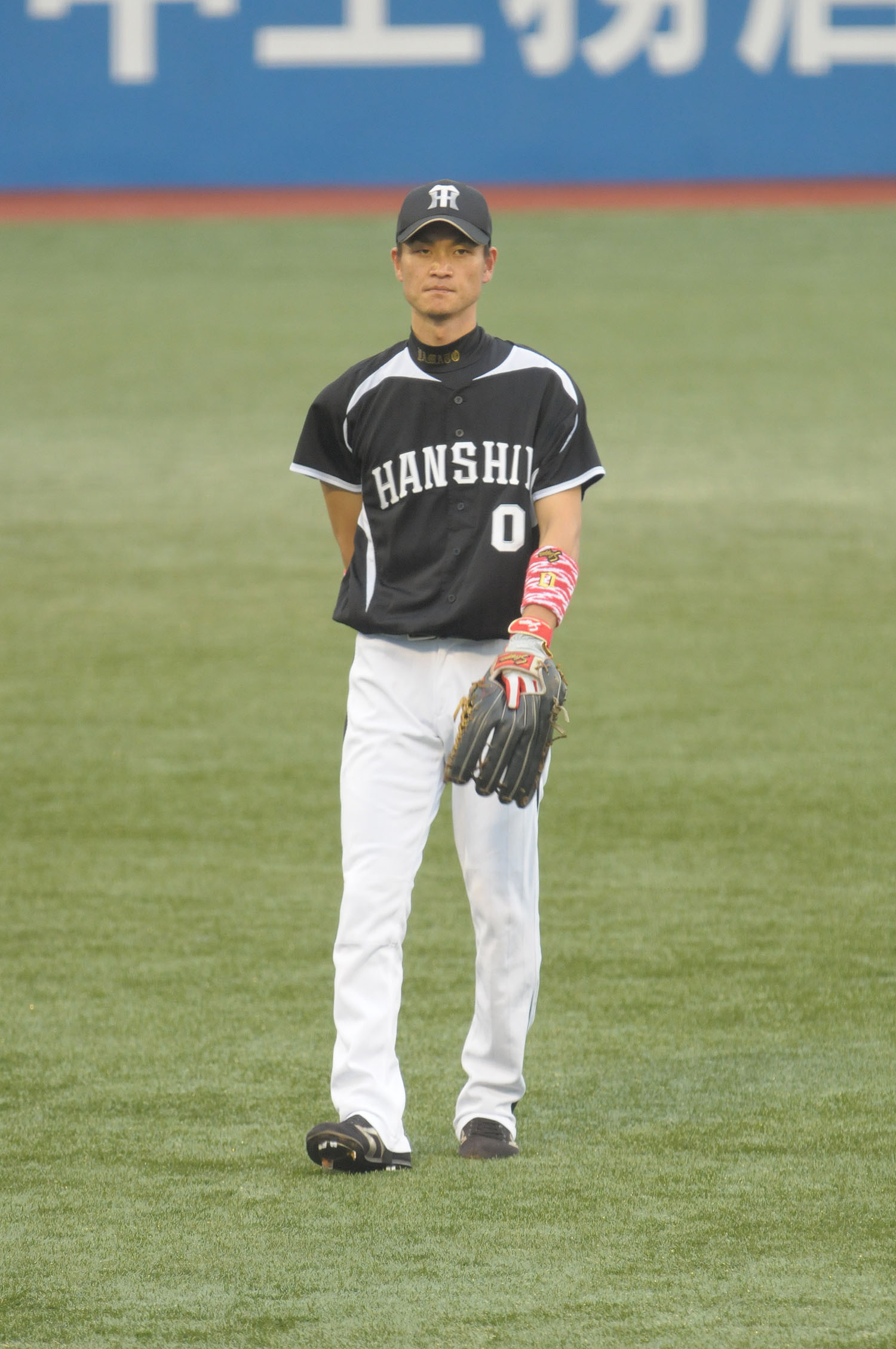
外野守備に就く大和（阪神時代の2012年8月12日、明治神宮球場）

2006年は、守備力に対する岡田の高い評価を背景に、オリックス・バファローズとのオープン戦開幕2連戦に遊撃手としてスタメン起用された。この年の第1回ワールド・ベースボール・クラシック (WBC) 開催を控えた日本代表の強化試合で、正遊撃手の鳥谷敬が対戦相手（NPB選抜チーム）のメンバーに入ったことによる抜擢だったが、2試合目には平野佳寿から対外試合初安打を放った。レギュラーシーズン中は一軍に昇格しなかったが、二軍ウエスタン・リーグでは主に2番・遊撃手として公式戦83試合に出場。リーグトップの25犠打、リーグ2位の4三塁打を記録したほか、7月20日のフレッシュオールスターゲーム（東京ドーム）にも同リーグ選抜の一員として出場した。
2007年からは、登録名を「大和」に変更。2年連続でウエスタン・リーグの最多犠打を記録したほか、フレッシュオールスターに再び出場した。北京プレオリンピックにも、野球日本代表の一員として全5試合に出場。中国代表との決勝戦では、代表チームを優勝に導く適時打を放った。
2008年は、ウエスタン・リーグで3年連続の最多犠打を記録。遊撃手として最高守備率も記録したが、この年も一軍公式戦への出場機会はなかった。
2009年は、4月15日の対中日ドラゴンズ戦（甲子園）で、8回表から二塁手として出場し一軍公式戦デビューを果たした。その後の公式戦にも、代走や守備固めを中心に起用された。5月31日の対北海道日本ハムファイターズ戦（札幌ドーム）では、二塁手として途中出場し、延長12回表には二死一・二塁で打席に立つも、フルカウントまで1球も振らず三振に倒れた。この試合自体は引き分けに終わったものの、翌日に出場選手登録を抹消された。その後一軍に復帰し、7月22日の対東京ヤクルトスワローズ戦（甲子園）で一軍公式戦初安打を記録した。8月4日の対中日戦（甲子園）では2番・二塁手として自身初のスタメン出場を果たすと、中日の先発のチェンから2安打を放ち、この試合のチームの出場選手でただ1人出塁した。最終的に、一軍公式戦には通算で66試合に出場し、打率.177ながら3盗塁、3二塁打、7犠打を記録。シーズン終了後に開かれたU-26 NPB選抜 対 大学日本代表の試合では、阪神唯一の年齢制限枠による日本代表として出場した。
2010年は、公式戦の開幕を初めて一軍で迎え、62試合の出場で打率.273を記録。初めてのヒーローインタビューを経験する一方で、内野手登録ながら、4試合で外野の守備に就いた。10月20日にみやざきフェニックス・リーグに合流すると、一軍での出場機会を増やす目的で、外野の守備練習や同リーグ戦での外野手出場を首脳陣に直訴した。
2011年は背番号を0に変更。前年に続いて公式戦を一軍でスタートするも、一軍に帯同しながら出場していた5月13日のウエスタン・リーグ公式戦で左肩を痛めたため、出場選手登録を抹消された。8月5日に一軍へ復帰すると、同7日の対ヤクルト戦（京セラドーム大阪）では、途中からの出場で初めて一塁の守備に就いた。一軍公式戦全体では、三塁の守備固めを中心に47試合に出場。打率は.235で、右翼以外の内外野6ポジションを守った。
2012年は、内野手登録のままオープン戦から主に中堅手として起用された。そのまま開幕一軍入りを果たすと、打撃で得意としている左投手と対戦する試合を中心に、主に2番・中堅手としてたびたびスタメンに起用された。後半戦以降は上本博紀とともに俊足の1・2番に定着。シーズンを通して初めて100試合以上に出場した。
2013年は、内野手登録のまま、開幕から2番・中堅手としてレギュラーに定着。新たに加入した西岡剛との1・2番コンビで活躍する一方で、外野の守備では広い守備範囲でファインプレーをたびたび見せた。セ・パ交流戦期間中には打撃不振で途中交代や打順の降格も経験したが、9番・中堅手で出場した6月1日の対オリックス・バファローズ戦では、先発で完投した金子千尋から決勝打を含む二塁打を全打席（3打席連続）で放った。6月29日の対広島東洋カープ戦（甲子園）では、両親や地元・鹿屋市から来場したツアー客の前で、プロ入り後初のサヨナラ安打を放った。しかし、8月20日の対横浜DeNAベイスターズ戦（横浜スタジアム）9回表の打席で、大田阿斗里から右手に死球を受け交代。その後の診断で右手中指の骨折が判明し、翌21日に出場選手登録を抹消された。チームの最終戦となった広島とのクライマックス・シリーズファーストステージ第2戦（10月13日・甲子園）で、2番・中堅手としてスタメンで実戦に復帰した。一軍の公式戦では、出場試合数こそ骨折の影響で前年より下回る104試合に終わったものの、入団後初めて規定打席に到達し、打率.273を記録した。
2014年から外野手登録に変更。公式戦では、開幕から2番・中堅手として、攻守にわたって活躍していた。しかし1番・二塁手として起用されていた西岡と上本が故障で相次いで戦線を離脱したため、5月5日の対ヤクルト戦（神宮）で2シーズンぶりに二塁手として出場。その後も、上本が交流戦で戦線に復帰するまで、主に二塁を守っていた。5月14日の対広島戦では、一軍通算1,172打席目に当たる第2打席で、プロ9年目にして初の本塁打を放った。しかし、7月25日の対広島東洋カープ戦（マツダスタジアム）試合前のシートノックで、外野から本塁への返球中に左腹斜筋の筋挫傷を受傷。試合に出場しないまま、翌26日に出場選手登録を抹消された。その後、8月19日に一軍へ復帰。チームがシーズン2位から進出した日本シリーズでは、福岡ヤフオク!ドームでの中堅守備で何度も好守を披露した。シリーズの終了後には、自身初のゴールデングラブ賞を外野手部門で受賞。阪神・巨人連合チームの一員として臨んだ「日本プロ野球80周年記念試合」（11月11日・甲子園）では、日米野球2014で来日したMLBオールスターチームの投手陣から3安打を放った。
2015年は、オープン戦から打撃不振に陥ったものの、8番・中堅手として3年連続の開幕戦スタメン出場を果たした。しかし、以降の試合で新人の江越大賀などがスタメンに起用された影響で、シーズン中盤までは主に試合の途中から代走や守備要員として出場。6月9日の対福岡ソフトバンクホークス戦（ヤフオクドーム）では4年ぶりの三塁守備、11日の同カードでは4年ぶりの一塁守備を経験した。8月の長期ロード以降は、レギュラー二塁手の上本が骨盤付近の骨折や太ももの肉離れによってたびたび戦線を離脱したことから、2番・二塁手としてのスタメン出場で上本不在の穴を埋めた。しかし、このような起用法や長期にわたる打撃不振の影響で、公式戦全体では打席数が3年ぶりに規定打席に到達せず、また、盗塁数も5と、4年ぶりに1桁にとどまった。
2016年は、春季キャンプから打撃が好調だったことで、外野手登録を続けながら西岡・上本との間で正二塁手争いを展開。2番・中堅手としてスタメン起用された5月5日の対中日戦（ナゴヤドーム）で、一軍公式戦通算2本目の本塁打を放った。正遊撃手であった鳥谷敬の一軍公式戦連続フルイニング出場記録が667試合で途切れた7月24日の対広島戦（マツダ）では、鳥谷に代わり遊撃手としてスタメンに起用された。一塁公式戦全体では、二塁打数（16本）が前年（5本）の3倍以上に達した。守備では、95試合で二塁、27試合で外野、2試合で遊撃に就いた。しかし、前年に続いて規定打席に達しなかったほか、出場試合数（111）や盗塁数（3）なども前年を下回った。このためシーズン終了後の秋季練習からは、出場機会を増やすべく、本人曰く「中学生時代以来」という左打ちにも取り組んだ。
2017年は、スイッチヒッターへの転向を視野に春季キャンプを二軍でスタート。登録を従来の右投右打から右投両打へ変更するとともに、登録上のポジションを内野手に戻した。オープン戦の終盤から一軍に合流し、3月31日の広島との開幕戦（マツダ）に7回裏から二塁手として出場。9回裏のレギュラーシーズン初打席で、右腕投手の薮田和樹を相手に、左打席での公式戦初安打を記録した。以降の公式戦では、例年以上に好調な打撃や前年中盤からの正遊撃手・北條史也の不振などにより、新人で左打者の糸原健斗と交互におおむね遊撃のスタメンで起用された。糸原が故障で戦線を離脱した7月下旬からは、正遊撃手に定着するとともに、3割近い打率を残していた。8月16日の対広島戦（京セラドーム）で右脇腹を痛めたため、翌17日に出場選手登録を抹消されたが、9月7日にマツダスタジアムで催された同カードからスタメンで一軍に復帰した。一軍公式戦全体では、100試合の出場で、65安打（右打席で25安打、左打席で40安打）や自己最高の打率.280（右打席で.287、左打席で.276）を記録。外野手としての起用は5試合だけだった。シーズン中に国内FA権の資格要件を満たし、シーズン終了後に権利を行使。阪神から残留を要請される一方で、DeNAやオリックスが大和の獲得に乗り出した。

### DeNA時代
2017年11月30日、DeNAへの入団が発表され、翌12月1日付で、フリーエージェント宣言選手としての契約締結合意がNPBから公示された。内野手としての入団で、契約期間は3年。推定年俸は1億円で、4年目の契約については、球団が選択権を持つ。背番号は9で、登録名は引き続き大和となった。
DeNAは2017年にセ・リーグのレギュラーシーズン3位から日本シリーズへ進出していたが、現役選手時代に三塁手や左翼手として活躍したゼネラルマネジャーの高田繁は「内外野の守備だけでも、打率3割以上の価値がある」という表現で、大和の守備力をかねてから高く評価していた。正遊撃手の倉本寿彦や正中堅手の桑原将志が打撃不振に陥っても起用を続けざるを得ないほど野手の選手層が薄いチーム事情を踏まえて、正遊撃手の座を倉本と競わせるべく、スイッチヒッターへの転向を機に打撃面でも進化が著しかった大和の獲得に踏み切ったものであった。なお、DeNAには大和の入団に伴って阪神への補償義務が生じたため、この年に入団したばかりの尾仲祐哉が人的補償措置で阪神に移籍した。
2018年は、一軍監督のアレックス・ラミレスが倉本を二塁手へ転向させ、大和をレギュラーシーズンの開幕から2番・遊撃手としてスタメンに起用。本人は、4月8日の対広島戦（マツダ）の試合前に、前年から取り組んでいた両打ちから右打ちに戻す意向を表明した。7月上旬に背中を痛め1か月ほど戦線を離れたものの、一軍公式戦には通算で113試合に出場。主に遊撃手として起用されたが、阪神時代と同様に、守備力の高さを買われて二塁手や中堅手に起用されることもあった。打撃面では、8月17日の対広島戦（横浜）から事実上1番打者に定着。打率.244、27打点、10盗塁を記録した。守備面では、シーズン序盤に勝負どころでの失策が相次ぐなど、本来のポジションである遊撃でリーグ最多の11失策を記録。その一方で、4月29日の対中日戦（ナゴヤドーム）6回裏無死満塁の遊撃守備で、平田良介が放ったゴロを捕球後の本塁送球から、捕手・嶺井博希と三塁手・宮﨑敏郎との間で「6-2-5」という珍しいフォーメーションの併殺を完成させた。シーズン終了後の10月30日には、左足関節のクリーニング手術を受けた。
2019年は、レギュラーシーズンの一軍公式戦で自己最多の137試合に出場。打率 (.237)、長打率 (.285)、盗塁数 (3) などが前年を下回ったものの、キャリアハイの37打点を記録するなどの活躍で、チームのレギュラーシーズン2位と本拠地・横浜スタジアムで初めてのクライマックスシリーズ開催に貢献した。6月のセ・パ交流戦では、19日の対日本ハム戦と21日の対東北楽天ゴールデンイーグルス戦（いずれも横浜）でサヨナラ安打を放ち、3日間でヒーローインタビューを2度受けた。守備に就いたのは135試合で、遊撃しか守らなかったが、前年と同じく11失策を記録した。
2020年は、NPBレギュラーシーズンの一軍公式戦が新型コロナウイルス感染症流行の影響で例年の143試合から120試合まで削減されたことに加え、9月15日の対ヤクルト戦（横浜）4回裏の打席で左膝に自打球が直撃し膝蓋骨を損傷したこともあって、一軍公式戦では85試合の出場にとどまった。打撃面では、前年途中から取り組んできた「バットを寝かせるスタイル」が功を奏して、自己最多の4本塁打と打率.281を記録。この年で3年契約を満了したが、現状維持（推定年俸1億円）の1年契約でチームに残留した。
2021年は、レギュラーシーズンでは一軍公式戦106試合に出場。セ・パ交流戦に限れば通算打率.306、2本塁打と好調だった一方で、リーグ戦を含めたシーズン通算の打率は.252、盗塁は1つにとどまったが得点圏打率は3割5分を超えサヨナラ打も放つなど印象に残る活躍を見せた。シーズン中に海外FA権を初めて取得したものの、チームが開幕から下位に低迷していたため、「ベイスターズのみんなと優勝を味わいたい」との思いからチームへの残留を早々に決断。チームが最下位でシーズンを終えた後に、海外FA権を行使したうえで、前年から1000万円減の推定年俸9000万円という条件で2年契約を結んだ。
2022年は、春季キャンプ直前に新型コロナウィルスの感染が判明し、隔離療養で出遅れたためキャンプは二軍調整となった。3月29日の対中日戦で、三振宣告を受けた直後にホームプレート左脇にバットで線を引いたことが「球審への侮辱行為」とみなされて自身プロ初の退場処分を受け、同シーズンの退場第1号となり、30日にコミッショナーから厳重注意と制裁金10万円が課された。8月9日、発熱などの症状を訴え、2度目の新型コロナウィルス感染が判明し登録抹消された。最終的に91試合の出場で打率.247、1本塁打、18打点の成績で、遊撃手としては左打者の森敬斗、柴田竜拓との併用が続いたが、その中で最多の65試合に先発出場。勝負強さを買われ、代打起用もされた。12月2日には年俸8000万円で契約を更改し、会見で幼少時から慢性腎臓病を発症していることを公表した。
2023年は、序盤こそ打撃面で苦しみ、5月18日に「特例2023」の対象選手として登録抹消されたが、一軍に復帰した6月は月間打率.422と好調を維持。遊撃手として京田陽太、林琢真らと併用されながら、代打としても勝負強さを見せ、7月後半には得点圏打率が5割にまで迫った。9月8日の対ヤクルト戦（横浜）では、この年トレードでDeNAから移籍した元チームメイトの阪口皓亮からサヨナラ安打を放ったが、この試合で顔面死球を受け退場となったヤクルトの中村悠平に配慮し、チームメイトを両手で制すポーズを取り、過剰に喜ぶのを控えた。最終的に88試合に出場し、打率.235、18打点、得点圏打率は.328とDeNA移籍以降6年連続で打率を上回った。一方、遊撃手としてのUZRは-5.1と苦しみ、一塁手として先発出場することもあった。12月7日に1000万円減となる推定年俸7000万円で単年契約を結んだ。
2024年も前年まで同様、代打などバックアップメンバーとして一軍におり、京田や森らと併用されて遊撃手としてのスタメン起用もされたが、前年まで得意とした得点圏の場面や代打での結果を残せず、8月4日時点でこの年の通算打率は.256ながら得点圏打率は.056と落ち込み、同日に登録抹消となった。DeNA移籍後、不調での二軍落ちは初であった。精神面の苦悩に直面しており、一軍復帰以前に二軍戦出場も不透明な状態と報じられていた。二軍戦5試合に出場したのち、29日に一軍に合流し、9月3日に出場選手登録された。しかし再昇格後、3度の代打機会で結果を残せず、11日の試合前守備練習中には打球を鼻に受けて鼻骨を骨折した。骨折後もベンチ入りしていたものの、試合出場はなく、15日に登録を抹消された。18日、翌年の戦力構想外となりこの年限りでの退団が確実となったと『日刊スポーツ』が報じた。10月1日、球団より戦力外通告を受けた。

### DeNA退団後
2025年からは、TBSチャンネルの野球解説者として活動する。2025年7月には、JFE東日本硬式野球部で臨時コーチ、2025年8月には、関メディベースボール学院中等部の臨時内野守備コーチを務めた。

## 選手としての特徴

### 打撃

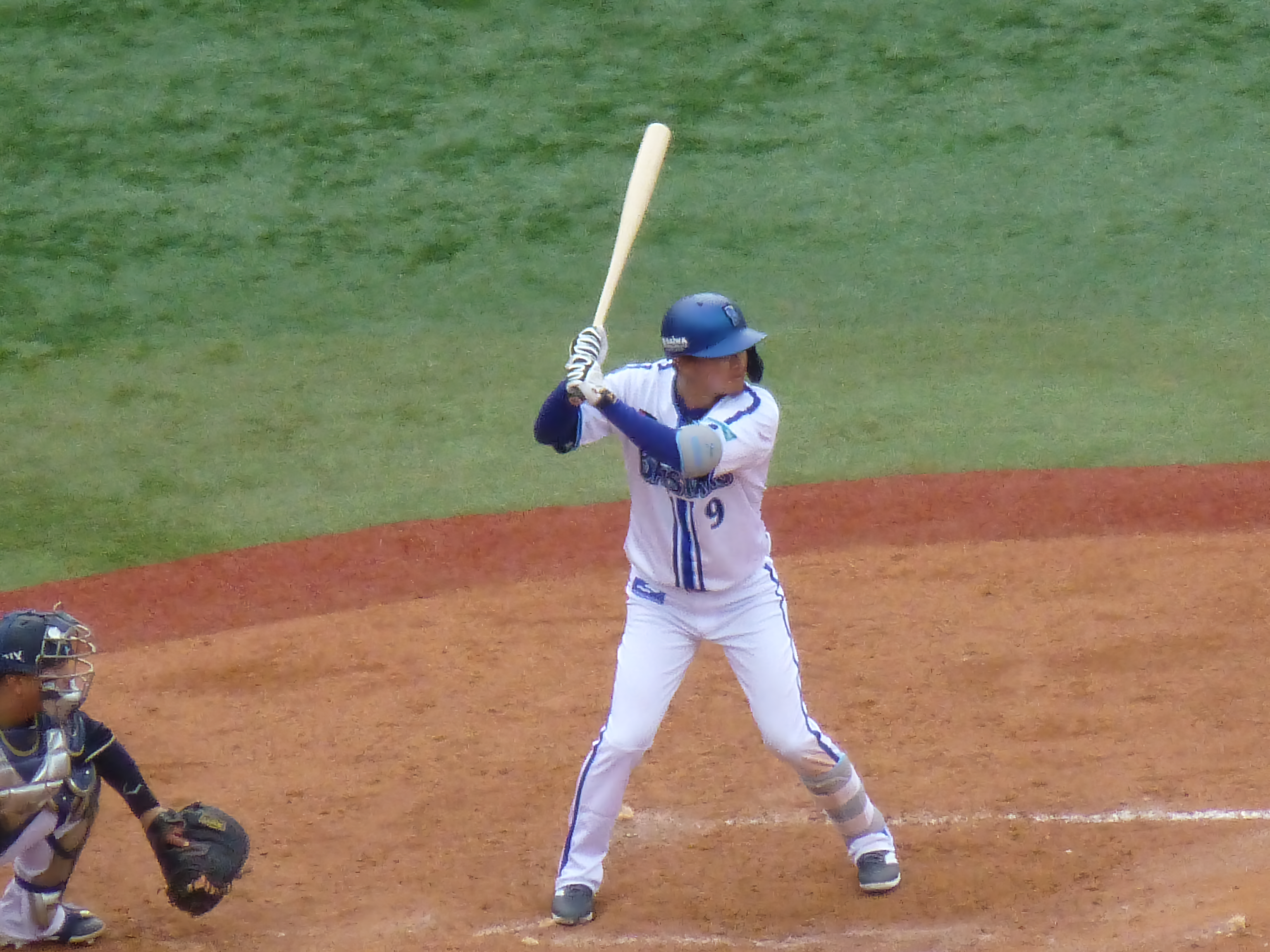
大和の打撃フォーム

若手時代は長打力のなさや打率の低さを課題としていたものの、2010年ごろからは打撃面でも成長を見せた。特に左投手との対戦成績が良く、中日時代のチェンが先発ローテーションの一角を担っていた2011年までは、チェンが先発する試合でスタメン出場し安打を放つことが多かった。阪神時代には、2013年に高い得点圏打率を残し、2016年には一軍公式戦のスタメンでプロ入り後初のクリーンアップを経験した。
阪神で11年目のシーズンを終えた2016年の秋季キャンプからは、内野手としての出場機会を増やすべく、右打ちから両打ちへ転向した。NPBで10年以上のキャリアを持つ中堅選手としては異例の試みだったが、翌2017年の一軍開幕戦では、左打席での公式戦初打席初安打を記録。2番・二塁手としてフル出場した同年5月14日の対DeNA戦（横浜）では、公式戦では初めて1試合中に左右両打席で安打を放った。しかし、DeNA移籍後の2018年4月からは再び右打に専念している。
ウエスタン・リーグ公式戦で2年連続最多犠打を記録するなど、阪神の若手時代には「バントが上手い」と評価されていた。2番打者として一軍のレギュラーに定着してからは送りバントの失敗が目立つようになっていたが、2014年には犠打企図数50回中48回で犠打を成功させた。その一方で、犠打の企図をめぐって以下のような事態も経験している。
- 2013年7月16日の対読売ジャイアンツ戦（甲子園）では、1回裏無死一塁の第1打席で送りバントを試みて先発投手・菅野智之の内角球を右手に当て、打席の途中で俊介と交代。試合後に右手中指の打撲と診断され[74]、翌日の同カードでは大事を取って欠場した[75]ため、同年開幕戦からの連続試合出場記録が80試合で途切れた。
- 2015年9月21日には、セ・リーグの首位ヤクルトと阪神が1ゲーム差で迎えた直接対決（甲子園）において、同点で迎えた6回裏一死満塁の打席で首脳陣からスクイズの指示を受けたが、スクイズを決めることができず、チームは勝ち越しのチャンスを逸した。直後の7回表にヤクルトが勝ち越してそのまま勝利し、阪神の自力優勝の可能性が消滅した。阪神はこの試合からの4連敗で優勝争いから脱落したため、このスクイズ失敗はシーズン終了後に「シーズンの流れを分けたプレー」として大きく取り上げられることとなった。

### 守備・走塁
「守備だけなら一軍でも通用する」と首脳陣から太鼓判を押されるほど、阪神入団当初から高く評価されていた守備力が持ち味。北京プレ五輪野球日本代表に招集された際には、阪神時代にも監督を務めた星野仙一から「阪神で一番守備が上手い」と高評価を受けた。現役時代に内野手としてゴールデングラブ賞を7度受賞している井端弘和も、中日時代に自身で選んだ「守備のベストナイン」の二塁手部門に大和を選出している。
元来は内野手だが、2014年に中堅手でゴールデングラブ賞を受賞するなど、外野手としても守備力を高く評価されている。中堅手や二塁手として一軍公式戦のスタメンに起用された場合には、試合の展開などに応じて、途中から守備位置を中堅から二塁（または二塁から中堅）に変更することがあった。
鳥谷が海外FA権の行使を宣言した2014年のオフシーズンには、鳥谷が移籍した場合に備えて、大和の遊撃手への再コンバートを首脳陣が検討していた。鳥谷が2015年の春季キャンプ直前に阪神への残留を表明したため、同キャンプでは中堅手としての練習に専念したが、シーズン終了後の秋季練習からは内野の練習も再開。翌2016年には、二塁手としてレギュラーの奪回を目指すことをシーズン前から公言する一方で、公式戦では前年に続いて中堅の守備にも就いていた。
DeNA移籍後は外野手としての出場機会はほとんどなくなっている。
阪神時代の2012年から3年続けてシーズン2桁盗塁を記録するほどの俊足でもある。

### 評価
どのような環境でも練習へ真摯に取り組んでいることから、阪神時代には球団関係者からの評価が総じて高く「将来の幹部候補生」と目されていた。2017年シーズン終了後に国内FA権の行使を宣言した際、阪神への残留か他球団への移籍で大いに悩んだ。阪神球団も、大和が残留することを前提に、球団が販売する2018年版カレンダーに大和を登場させていた。

## 人物
好物は肉料理とスイーツ。甲子園球場では、阪神時代の2013年から2017年まで、大和の好物を盛り込んだコラボレーションメニューとして「若虎大和の大和魂肉弁当」を場内限定で発売していた。
プライベートでは、阪神時代の2013年10月19日に、フリーアナウンサーの原麻理子との結婚を発表。2015年8月11日に第1子（長男）、2017年7月2日に第2子（次男）の誕生を公表した。
幼い頃から慢性腎臓病を患っており、治療法が少ない中で、医師や家族、トレーナーのサポートを受けながら現役生活を続けている。手足のむくみや疲れが解消しづらい症状があり、症状の重さによってはバットを握る感覚まで狂ってしまうために厚みの異なる2種類のバッティンググローブを使い分けているほか、スパイクがきついときは針治療を行ったり、足に張りが生じないように金具の歯ではなくゴム製の歯を使用したりしている。2022年からは食事療法として塩分摂取を最小限にとどめるなどの本格的な食事制限を始めた。同年オフの契約更改にて「自分があと現役をどれぐらいできるかわからないし、同じ病気を持つ子どもたちに勇気や希望を与えられるのは現役中だけだと思うので」との理由で病気を公表し、「今後は社会貢献として取り組んでいきたい」と意気込んだ。また、同年の検査でクレアチニン値が急上昇していたため、精密検査を行ったところ、公表から間もなく希少疾患のデント病と正式な診断名が付いた。将来的な腎移植を検討している。
阪神時代の応援歌は、自身の名前にちなみ『宇宙戦艦ヤマト』の主題歌を彷彿とさせる前奏がついていた。また、DeNA時代の応援歌には、「前だ」「大」「和」の文字が含まれているという隠れた特徴がある。

## 詳細情報

### 年度別打撃成績
| 年 度      | 球 団      | 試 合 | 打 席 | 打 数 | 得 点 | 安 打 | 二 塁 打 | 三 塁 打 | 本 塁 打 | 塁 打 | 打 点 | 盗 塁 | 盗 塁 死 | 犠 打 | 犠 飛 | 四 球 | 敬 遠 | 死 球 | 三 振 | 併 殺 打 | 打 率 | 出 塁 率 | 長 打 率 | O P S |
| ---------- | ---------- | ----- | ----- | ----- | ----- | ----- | -------- | -------- | -------- | ----- | ----- | ----- | -------- | ----- | ----- | ----- | ----- | ----- | ----- | -------- | ----- | -------- | -------- | ----- |
| 2009       | 阪神       | 66    | 72    | 62    | 12    | 11    | 3        | 0        | 0        | 14    | 1     | 3     | 1        | 7     | 0     | 3     | 0     | 0     | 7     | 0        | .177  | .215     | .226     | .441  |
| 2010       | 阪神       | 62    | 50    | 44    | 19    | 12    | 0        | 1        | 0        | 14    | 4     | 8     | 3        | 1     | 1     | 4     | 0     | 0     | 8     | 1        | .273  | .327     | .318     | .645  |
| 2011       | 阪神       | 47    | 62    | 51    | 13    | 12    | 1        | 1        | 0        | 15    | 6     | 5     | 1        | 5     | 3     | 3     | 0     | 0     | 6     | 0        | .235  | .263     | .294     | .557  |
| 2012       | 阪神       | 128   | 349   | 311   | 29    | 80    | 13       | 3        | 0        | 99    | 26    | 17    | 8        | 19    | 0     | 15    | 0     | 4     | 46    | 3        | .257  | .300     | .318     | .618  |
| 2013       | 阪神       | 104   | 454   | 384   | 51    | 105   | 12       | 3        | 0        | 123   | 21    | 19    | 9        | 35    | 0     | 27    | 0     | 8     | 40    | 2        | .273  | .334     | .320     | .654  |
| 2014       | 阪神       | 121   | 481   | 398   | 54    | 105   | 17       | 1        | 1        | 127   | 24    | 11    | 7        | 50    | 1     | 28    | 1     | 4     | 52    | 7        | .264  | .318     | .319     | .638  |
| 2015       | 阪神       | 123   | 293   | 249   | 25    | 56    | 5        | 0        | 0        | 61    | 12    | 5     | 7        | 28    | 0     | 12    | 2     | 4     | 35    | 2        | .225  | .272     | .245     | .517  |
| 2016       | 阪神       | 111   | 259   | 229   | 24    | 53    | 16       | 1        | 1        | 74    | 20    | 3     | 2        | 15    | 2     | 12    | 0     | 1     | 53    | 9        | .231  | .270     | .323     | .594  |
| 2017       | 阪神       | 100   | 252   | 232   | 25    | 65    | 6        | 0        | 1        | 74    | 16    | 2     | 3        | 1     | 1     | 18    | 0     | 0     | 37    | 5        | .280  | .331     | .319     | .650  |
| 2018       | DeNA       | 113   | 435   | 394   | 54    | 96    | 24       | 3        | 2        | 132   | 27    | 10    | 6        | 9     | 3     | 24    | 1     | 5     | 73    | 0        | .244  | .293     | .335     | .628  |
| 2019       | DeNA       | 137   | 490   | 438   | 42    | 104   | 17       | 2        | 0        | 125   | 37    | 3     | 1        | 10    | 2     | 34    | 1     | 6     | 75    | 7        | .237  | .300     | .285     | .585  |
| 2020       | DeNA       | 85    | 225   | 199   | 23    | 56    | 7        | 1        | 4        | 77    | 23    | 3     | 3        | 3     | 3     | 20    | 0     | 0     | 28    | 8        | .281  | .342     | .387     | .729  |
| 2021       | DeNA       | 106   | 294   | 270   | 18    | 68    | 13       | 0        | 2        | 87    | 26    | 1     | 2        | 4     | 1     | 19    | 3     | 0     | 44    | 7        | .252  | .300     | .322     | .622  |
| 2022       | DeNA       | 91    | 277   | 259   | 22    | 64    | 13       | 0        | 1        | 80    | 18    | 1     | 4        | 6     | 1     | 10    | 0     | 1     | 47    | 7        | .247  | .277     | .309     | .586  |
| 2023       | DeNA       | 88    | 230   | 213   | 12    | 50    | 4        | 0        | 0        | 54    | 18    | 1     | 0        | 3     | 0     | 14    | 1     | 0     | 23    | 7        | .235  | .282     | .254     | .535  |
| 2024       | DeNA       | 42    | 94    | 81    | 4     | 20    | 1        | 0        | 0        | 21    | 3     | 1     | 0        | 4     | 3     | 5     | 0     | 1     | 12    | 3        | .247  | .289     | .259     | .548  |
| 通算：16年 | 通算：16年 | 1524  | 4317  | 3814  | 427   | 957   | 152      | 16       | 12       | 1177  | 282   | 93    | 57       | 200   | 21    | 248   | 9     | 34    | 586   | 68       | .251  | .301     | .309     | .610  |

- 2024年度シーズン終了時
- 各年度の太字はリーグ最高

### 年度別守備成績
内野守備
| 年 度 | 球 団 | 一塁  | 一塁  | 一塁  | 一塁  | 一塁  | 一塁     | 二塁  | 二塁  | 二塁  | 二塁  | 二塁  | 二塁     | 三塁  | 三塁  | 三塁  | 三塁  | 三塁  | 三塁     | 遊撃  | 遊撃  | 遊撃  | 遊撃  | 遊撃  | 遊撃     |
| 年 度 | 球 団 | 試 合 | 刺 殺 | 補 殺 | 失 策 | 併 殺 | 守 備 率 | 試 合 | 刺 殺 | 補 殺 | 失 策 | 併 殺 | 守 備 率 | 試 合 | 刺 殺 | 補 殺 | 失 策 | 併 殺 | 守 備 率 | 試 合 | 刺 殺 | 補 殺 | 失 策 | 併 殺 | 守 備 率 |
| ----- | ----- | ----- | ----- | ----- | ----- | ----- | -------- | ----- | ----- | ----- | ----- | ----- | -------- | ----- | ----- | ----- | ----- | ----- | -------- | ----- | ----- | ----- | ----- | ----- | -------- |
| 2009  | 阪神  | -     | -     | -     | -     | -     | -        | 53    | 57    | 70    | 1     | 15    | .992     | -     | -     | -     | -     | -     | -        | 2     | 1     | 3     | 0     | 0     | 1.000    |
| 2010  | 阪神  | -     | -     | -     | -     | -     | -        | 44    | 30    | 43    | 2     | 9     | .973     | -     | -     | -     | -     | -     | -        | 7     | 4     | 11    | 0     | 2     | 1.000    |
| 2011  | 阪神  | 4     | 4     | 0     | 0     | 0     | 1.000    | 11    | 15    | 15    | 0     | 3     | 1.000    | 27    | 6     | 12    | 5     | 1     | .783     | 1     | 2     | 2     | 0     | 0     | 1.000    |
| 2012  | 阪神  | -     | -     | -     | -     | -     | -        | 4     | 7     | 6     | 1     | 3     | .929     | -     | -     | -     | -     | -     | -        | -     | -     | -     | -     | -     | -        |
| 2014  | 阪神  | -     | -     | -     | -     | -     | -        | 9     | 22    | 31    | 2     | 11    | .964     | -     | -     | -     | -     | -     | -        | -     | -     | -     | -     | -     | -        |
| 2015  | 阪神  | 1     | 0     | 0     | 0     | 0     | ----     | 35    | 78    | 92    | 1     | 16    | .994     | 3     | 0     | 2     | 0     | 0     | 1.000    | -     | -     | -     | -     | -     | -        |
| 2016  | 阪神  | -     | -     | -     | -     | -     | -        | 95    | 131   | 168   | 4     | 31    | .987     | -     | -     | -     | -     | -     | -        | 2     | 3     | 2     | 0     | 0     | 1.000    |
| 2017  | 阪神  | -     | -     | -     | -     | -     | -        | 48    | 43    | 58    | 1     | 11    | .990     | -     | -     | -     | -     | -     | -        | 56    | 76    | 155   | 3     | 35    | .987     |
| 2018  | DeNA  | -     | -     | -     | -     | -     | -        | 2     | 3     | 3     | 0     | 0     | 1.000    | -     | -     | -     | -     | -     | -        | 109   | 162   | 287   | 11    | 67    | .976     |
| 2019  | DeNA  | -     | -     | -     | -     | -     | -        | -     | -     | -     | -     | -     | -        | -     | -     | -     | -     | -     | -        | 135   | 189   | 371   | 11    | 70    | .981     |
| 2020  | DeNA  | -     | -     | -     | -     | -     | -        | 27    | 31    | 55    | 0     | 13    | 1.000    | -     | -     | -     | -     | -     | -        | 62    | 65    | 126   | 5     | 28    | .974     |
| 2021  | DeNA  | -     | -     | -     | -     | -     | -        | 24    | 14    | 24    | 0     | 7     | 1.000    | -     | -     | -     | -     | -     | -        | 80    | 115   | 212   | 11    | 50    | .967     |
| 2022  | DeNA  | -     | -     | -     | -     | -     | -        | 2     | 0     | 4     | 0     | 0     | 1.000    | 1     | 0     | 0     | 0     | 0     | ----     | 81    | 108   | 173   | 4     | 39    | .986     |
| 2023  | DeNA  | 6     | 14    | 2     | 0     | 0     | 1.000    | -     | -     | -     | -     | -     | -        | -     | -     | -     | -     | -     | -        | 59    | 57    | 136   | 2     | 29    | .990     |
| 2024  | DeNA  | 14    | 44    | 5     | 0     | 2     | 1.000    | 3     | 5     | 9     | 0     | 0     | 1.000    | 1     | 1     | 2     | 0     | 1     | 1.000    | 17    | 15    | 35    | 0     | 5     | 1.000    |
| 通算  | 通算  | 25    | 62    | 7     | 0     | 2     | 1.000    | 357   | 436   | 578   | 12    | 119   | .988     | 32    | 7     | 16    | 5     | 2     | .821     | 611   | 797   | 1513  | 47    | 325   | .980     |

外野守備
| 年 度 | 球 団 | 外野  | 外野  | 外野  | 外野  | 外野  | 外野     |
| 年 度 | 球 団 | 試 合 | 刺 殺 | 補 殺 | 失 策 | 併 殺 | 守 備 率 |
| ----- | ----- | ----- | ----- | ----- | ----- | ----- | -------- |
| 2010  | 阪神  | 4     | 0     | 0     | 0     | 0     | ----     |
| 2011  | 阪神  | 2     | 0     | 0     | 0     | 0     | ----     |
| 2012  | 阪神  | 115   | 171   | 4     | 1     | 0     | .994     |
| 2013  | 阪神  | 104   | 201   | 7     | 2     | 0     | .990     |
| 2014  | 阪神  | 111   | 224   | 3     | 1     | 1     | .996     |
| 2015  | 阪神  | 87    | 68    | 5     | 0     | 2     | 1.000    |
| 2016  | 阪神  | 27    | 29    | 1     | 0     | 0     | 1.000    |
| 2017  | 阪神  | 5     | 4     | 0     | 0     | 0     | 1.000    |
| 2018  | DeNA  | 2     | 1     | 0     | 0     | 0     | 1.000    |
| 通算  | 通算  | 457   | 698   | 20    | 4     | 3     | .994     |

- 2024年度シーズン終了時
- 各年度の太字はリーグ最高
- 太字年はゴールデングラブ賞受賞年

### 表彰
- ゴールデングラブ賞：1回（外野手部門：2014年）
- 月間サヨナラ賞：1回（2021年6月）
- スピードアップ賞：1回（打者部門：2019年）
- 「ジョージア魂」賞：1回（2013年度第6回）

### 記録
初記録
- 初出場：2009年4月15日、対中日ドラゴンズ1回戦（阪神甲子園球場）、8回表に二塁手で出場
- 初打席：2009年4月25日、対広島東洋カープ5回戦（MAZDA Zoom-Zoom スタジアム広島）、7回表に林昌樹から二塁ゴロ
- 初盗塁：2009年7月19日、対読売ジャイアンツ12回戦（東京ドーム）、10回表に二盗（投手：マーク・クルーン、捕手：加藤健）
- 初安打：2009年7月22日、対東京ヤクルトスワローズ12回戦（阪神甲子園球場）、4回裏に館山昌平から中前安打
- 初先発出場：2009年8月4日、対中日ドラゴンズ12回戦（ナゴヤドーム）、2番・二塁手で先発出場
- 初打点：2009年8月7日、対広島東洋カープ12回戦（MAZDA Zoom-Zoom スタジアム広島）、9回表に小松剛から投前スクイズ
- 初本塁打：2014年5月14日、対広島東洋カープ8回戦（どらやきドラマチックパーク米子市民球場）、3回表に小野淳平から左越ソロ

節目の記録
- 1000試合出場：2019年4月30日、対東京ヤクルトスワローズ4回戦（横浜スタジアム）、1番・遊撃手で先発出場 ※史上497人目
- 1500試合出場：2024年5月19日、対中日ドラゴンズ8回戦（横浜スタジアム）、8回裏に森敬斗の代打で出場 ※史上207人目[88]
- 200犠打：2024年7月27日、対読売ジャイアンツ15回戦（横浜スタジアム）7回裏に高梨雄平から3塁前犠打 ※史上45人目

### 背番号
- 66（2006年 - 2010年）
- 0（2011年 - 2017年、2014年日米野球日本プロ野球80周年記念試合）
- 9（2018年 - 2024年）

### 登録名
- 前田 大和（まえだ やまと、2006年）
- 大和（やまと、2007年 - 2024年）

### 登場曲
- 「宇宙戦艦ヤマト」ささきいさお（ - 2010年、2012年 - 2014年） ※一軍公式戦への出場機会が増えるにつれて、（大和の名前と重なる）サビのフレーズを合唱する応援スタイルがファンの間に浸透していた。
- 「Grito mundial」Daddy Yankee（2011年）
- 「Wicked (feat. Pitbull)」Veronica Vega（2015年）
- 「Lose Yourself (feat. RDX & Moska)」MAJOR LAZER（2016年）
- 「ONE TIME」Arm Strong（2017年）
- 「Freaks」Timmy Trumpet & Savage（2018年（第1打席））
- 「Party Till We Die feat. Andrew W.K.」MAKJ & Timmy Trumpet（2018年〈第2打席〉）
- 「シャナナ☆ (English Ver.)」Che'Nelle（2018年〈第3打席〉、2019年〈第3打席〉）
- 「BOOMBAYAH」BLACKPINK（2018年〈第4打席〉）
- 「Amazing (Remix)」Naomi（2018年〈第5打席〉）
- 「Jump Around」MIXED BY DJ NANA（2019年〈第1打席〉）
- 「Banana Bounce」Juan Alcaraz（2019年〈第2打席〉、2020年〈第3打席〉）
- 「Jump＆Sweat (feat.Sanjin)」Garmiani（2019年 - 2024年〈第4打席〉）
- 「Jump Around (Extended Mix)」Manu Da Bas（2020年〈第1打席〉）
- 「Meerkat」DJモナキング&BZMR（2020年〈第2打席〉）
- 「Mami Tú Tá Buena Pero el Culo Dónde Tá」Happy Colors（2021年 - 2024年〈第1打席〉））
- 「MAMBO (feat. Sean Paul, El Alfa, Sfera Ebbasta & Play-N-Skillz)」Steve Aoki & Willy William（2021年 - 2024年〈第2打席〉）
- 「Bailar (feat. Pitbull＆Elvis Crespo)」Deorro（2021年 - 2024年〈第3打席〉）